# Пехра-Покровское кладбище
Пехра-Покровское кладбище — действующее кладбище на Щёлковском шоссе, при бывшем селе Пехра-Покровское, на северной окраине города Балашиха (Московская область). В настоящее время Пехра-Покровское кладбище открыто для новых захоронений, родственных захоронений и захоронения урн в землю.

## Описание
Расположено на южной стороне Щёлковского шоссе, на правом берегу реки Пехорка (старинное название — Пехра), недалеко от пересечения её с автодорогой. Напротив кладбища, на северной стороне шоссе, находится интересный памятник архитектуры XIX века — храм Покрова Пресвятой Богородицы в Пехра-Покровском (действует). Далее к северу, за частными домами, начинаются лесные массивы Лосиного Острова.
Представляет собой участок прямоугольной формы, сильно вытянутый с севера на юг. По его территории проходит единственная центральная аллея со входом со стороны шоссе.
Вдоль западной границы кладбища проходит Покровский проезд. Восточнее, за территориями продуктового и строительного рынков, от Щёлковского шоссе на юг к микрорайону Новый Свет уходит Звёздная улица. С юга — территория Балашихинского химического завода.
На кладбище в 1975 году установлен Памятный знак в честь земляков, погибших в годы Великой Отечественной войны, а также находятся могилы советских лётчиков того же периода. Эти объекты внесены в Список памятников истории и культуры.

## Подведомственность
Территория Пехра-Покровского кладбища относится к судебному участку № 1 Мировых судей Балашихинского судебного района Московской области.